# Mesophylax impunctatus
Mesophylax impunctatus är en nattsländeart som beskrevs av Mclachlan 1884. Mesophylax impunctatus ingår i släktet Mesophylax och familjen husmasknattsländor.

## Underarter
Arten delas in i följande underarter:
- M. i. aduncus
- M. i. zetlandicus